# Румегер, Казимир
Казими́р Румеге́р (фр. Casimir Roumeguère; 1828—1892) — французский ботаник (миколог, бриолог) и конхиолог.

## Биография
Казимир Румегер родился 15 августа 1828 года в Тулузе в семье политического деятеля, в 1850 году назначенного секретарём комиссии по проведению франко-испанской границы. В молодости решил заняться политической карьерой, однако впоследствии стал изучать естественные науки. В 1857 году Румегер получил золотую медаль Тулузской академии наук.
В 1879 года Румегер начал издавать серию гербарных образцов Fungi exsiccati praecipue gallici. В том же году он основал первый в мире микологический журнал, Revue mycologique, до 1891 года был его главным редактором.
29 февраля 1892 года Казимир Румегер скончался.
Основная часть гербарных образцов хранится в Национальном ботаническом саду Бельгии в Мейсе (BR) и Парижском музее естественной истории (PC).

## Некоторые научные работы
- Roumeguère, C. (1868). Cryptogamie illustrée. Famille de Lichens. 73 p., 21 pl.
- Roumeguère, C. (1870). Cryptogamie illustrée. Champignons. 164 p., 23 pl.
- Roumeguère, C. (1870). Bryologie du département d’Aude. 100 p., 1 pl.
- Roumeguère, C. (1876). Statistique botanique du Département de la Haute-Garonne. 101 p., 1 pl.
- Roumeguère, C. (1876). Correspondances scientifiques inédites. 164 p.
- Roumeguère, C. (1880). Flore mycologique du département de Tarn-et-Garonne. 278 p., 8 pl.

## Роды грибов, названные в честь К. Румегера
- Roumegueria (Sacc.) Henn., 1908
- Roumegueriella Speg., 1880
- Roumeguerites P.Karst., 1879 [= Hebeloma (Fr.) P.Kumm., 1871]